# Acacia hebeclada
Acacia hebeclada és una espècie de planta arbustiva que pertany a la família Mimosaceae o Fabaceae, en la subfamília Mimosoideae, segons la classificació filogenètica. És una planta endèmica de Sud-àfrica i el seu epítet específic hebeclada fa referència a la pubescència de les seves branques. És l'espècie d'acàcia més comuna que creix de manera natural, en àrees seques i caloroses formant espessors. El seu tret més característic és el seu fruit gran en forma de beina dehiscent que s'obren de manera espontània per alliberar-ne les llavors; poden contenir fins a 10 llavors de color fosc vermellós.
Encara que la forma de creixement varia considerablement, Acacia hebeclada és un arbust o un arbre de mida petita que pot arribar a fer fins a 7 metres d'alçada. Acostumen a ramificar-se des de la base i normalment són més amples que alts.
Es presenta postrat en gran part de la seva àrea de distribució, com un arbust de múltiples tiges o amb aparença una mica més erecta en altres àrees amb la capçada més arrodonida. Es pot considerar com un arbust baix que es troba en zones de sabana, de pastures seques des de la sorra del Kalahari als sòl sorrencs d'Al·luvió. També es pot trobar en sòls humits amb alt contingut d'argila. Es considera un bon indicador dels sòls rics en calci i és bastant tolerant al fred.